# Фігулс
Фі́гулс (кат. Fígols, вимова літературною каталанською [fíɣuɫs]) - муніципалітет, розташований в Автономній області Каталонія, в Іспанії. Код муніципалітету за номенклатурою Інституту статистики Каталонії - 80804. Знаходиться у районі (кумарці) Барґаза (коди району - 14 та BD) провінції Барселона, згідно з новою адміністративною реформою перебуватиме у складі Баґарії (округи) Центральна Каталонія. 

## Назва муніципалітету
Назва муніципалітету походить від лат. fīcos - "фініки".

## Населення
Населення міста (у 2007 р.) становить 49 осіб (з них менше 14 років - 6,1%, від 15 до 64 - 55,1%, понад 65 років - 38,8%). У 2006 р. народжуваність склала 0 осіб, смертність - 0 осіб, нових шлюбів не зареєстровано. У 2001 р. активне населення становило 23 особи, з них безробітних - 2 особи.

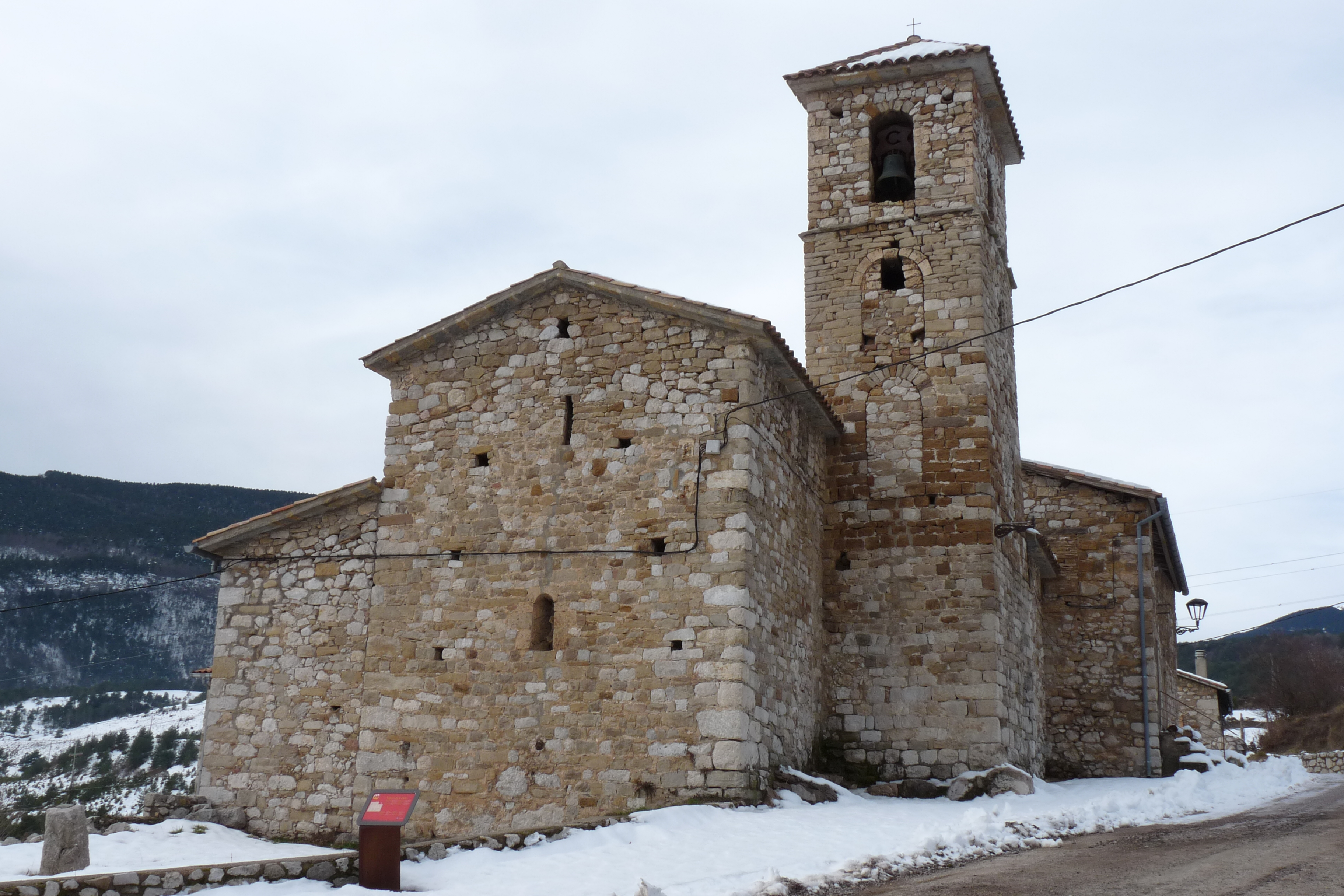
Церква Св. Сесілії у муніципалітеті Фігулс

Серед осіб, які проживали на території міста у 2001 р., 44 народилися в Каталонії (з них 30 осіб у тому самому районі, або кумарці), 5 осіб приїхало з інших областей Іспанії, а 0 осіб приїхало з-за кордону. 

Вищу освіту має 19,6% усього населення. 

У 2001 р. нараховувалося 22 домогосподарства (з них 36,4% складалися з однієї особи, 31,8% з двох осіб,9,1% з 3 осіб, 18,2% з 4 осіб, 4,5% з 5 осіб, 0% з 6 осіб, 0% з 7 осіб, 0% з 8 осіб і 0% з 9 і більше осіб).

Активне населення міста у 2001 р. працювало у таких сферах діяльності : у сільському господарстві - 14,3%, у промисловості - 23,8%, на будівництві - 4,8% і у сфері обслуговування - 57,1%. 

 У муніципалітеті або у власному районі (кумарці) працює 7 осіб, поза районом - 17 осіб.

### Безробіття
У 2007 р. (як і у 2006 р.) безробітних зареєстровано не було.

## Економіка

### Підприємства міста

#### Сфера послуг
| \| Підприємства міста, що працюють у сфері послуг, за діяльністю \| Підприємства міста, що працюють у сфері послуг, за діяльністю \| Підприємства міста, що працюють у сфері послуг, за діяльністю \| \| Рік \| 2002 р. \| 2001 р. \| \| ------------------------------------------------------------- \| ------------------------------------------------------------- \| ------------------------------------------------------------- \| \| Гуртова торгівля \| 33,3% \| 33,3% \| \| Готелі та готельний бізнес \| 0% \| 0% \| \| Транспорт та зв'язок \| 0% \| 0% \| \| Посередницькі фінансові послуги \| 0% \| 0% \| \| Послуги підприємствам \| 0% \| 0% \| \| Послуги фізичним особам \| 33,3% \| 33,3% \| \| Нерухомість та ін. \| 33,3% \| 33,3% \| \| Усього підприємств \| 3 \| 3 \| |         |         |
| Підприємства міста, що працюють у сфері послуг, за діяльністю |         |         |
| Рік | 2002 р. | 2001 р. |
| Гуртова торгівля | 33,3%   | 33,3%   |
| Готелі та готельний бізнес | 0%      | 0%      |
| Транспорт та зв'язок | 0%      | 0%      |
| Посередницькі фінансові послуги | 0%      | 0%      |
| Послуги підприємствам | 0%      | 0%      |
| Послуги фізичним особам | 33,3%   | 33,3%   |
| Нерухомість та ін. | 33,3%   | 33,3%   |
| Усього підприємств | 3       | 3       |

## Житловий фонд
У 2001 р. 0% усіх родин (домогосподарств) мали житло метражем до 59 м2, 13,6% - від 60 до 89 м2, 40,9% - від 90 до 119 м2 і
45,5% - понад 120 м2.

З усіх будівель у 2001 р. 41,4% було одноповерховими, 48,3% - двоповерховими, 10,3
% - триповерховими, 0% - чотириповерховими, 0% - п'ятиповерховими, 0% - шестиповерховими,
0% - семиповерховими, 0% - з вісьмома та більше поверхами.

## Автопарк
| \| Автомобілі, зареєстровані у місті, за призначенням \| Автомобілі, зареєстровані у місті, за призначенням \| Автомобілі, зареєстровані у місті, за призначенням \| \| Рік \| 2006 р. \| 2005 р. \| \| -------------------------------------------------- \| -------------------------------------------------- \| -------------------------------------------------- \| \| Приватні автомобілі \| 71,7% \| 67,4% \| \| Мотоцикли \| 10,9% \| 10,9% \| \| Вантажівки \| 15,2% \| 19,6% \| \| Трактори \| 0% \| 0% \| \| Автобуси та ін. \| 2,2% \| 2,2% \| \| Усього автомобілів \| 46 шт. \| 46 шт. \| |         |         |
| Автомобілі, зареєстровані у місті, за призначенням |         |         |
| Рік | 2006 р. | 2005 р. |
| Приватні автомобілі | 71,7%   | 67,4%   |
| Мотоцикли | 10,9%   | 10,9%   |
| Вантажівки | 15,2%   | 19,6%   |
| Трактори | 0%      | 0%      |
| Автобуси та ін. | 2,2%    | 2,2%    |
| Усього автомобілів | 46 шт.  | 46 шт.  |

## Вживання каталанської мови
У 2001 р. каталанську мову у місті розуміли 100% усього населення (у 1996 р. - 100%), вміли говорити нею 89,6% (у 1996 р. - 
94,2%), вміли читати 81,2% (у 1996 р. - 92,3%), вміли писати 58,3
% (у 1996 р. - 65,4%). Не розуміли каталанської мови 0%.

## Політичні уподобання
У виборах до Парламенту Каталонії у 2006 р. взяло участь 28 осіб (у 2003 р. - 31 особа). Голоси за політичні сили розподілилися таким чином:
| \| Вибори до Парламенту Каталонії \| Вибори до Парламенту Каталонії \| Вибори до Парламенту Каталонії \| \| Рік \| 2006 р. \| 2003 р. \| \| -------------------------------------- \| ------------------------------ \| ------------------------------ \| \| Конвергенція та Єднання (CiU) \| 60,7% \| 58,1% \| \| Соціалістична партія Каталонії (PSC) \| 14,3% \| 12,9% \| \| Народна партія (PP) \| 0% \| 6,5% \| \| Ініціатива за зелену Каталонію (IC) \| 0% \| 0% \| \| Республіканська лівиця Каталонії (ERC) \| 21,4% \| 22,6% \| \| Громадянська партія (C's) \| 0% \| 0% \| \| Інші \| 3,6% \| 0% \| |         |         |
| Вибори до Парламенту Каталонії |         |         |
| Рік | 2006 р. | 2003 р. |
| Конвергенція та Єднання (CiU) | 60,7%   | 58,1%   |
| Соціалістична партія Каталонії (PSC) | 14,3%   | 12,9%   |
| Народна партія (PP) | 0%      | 6,5%    |
| Ініціатива за зелену Каталонію (IC) | 0%      | 0%      |
| Республіканська лівиця Каталонії (ERC) | 21,4%   | 22,6%   |
| Громадянська партія (C's) | 0%      | 0%      |
| Інші | 3,6%    | 0%      |